# 恵南
恵南（けいなん）とは、岐阜県東濃地域の地域名の一つである。旧恵那郡南部一帯のことである。

## 概況
- 狭義では、旧恵那郡南部の岩村町・山岡町・明智町・串原村・上矢作町の4町1村を指す。2004年（平成16年）10月25日に旧恵那市と合併し、新設された恵那市の一部となっている。
- 広義では、旧恵那市と岩村町の間に位置する中津川市阿木（旧恵那郡阿木村）と、山岡町と明智町の西に位置し、恵那郡で唯一土岐郡の町村と合併した瑞浪市陶町（旧恵那郡陶町）も含む。なお、旧恵那郡三濃村の南部については、北部の明智町横通と分割されて愛知県の旧東加茂郡旭村（その後旭町、現豊田市の一部）に編入されたことから、広義の恵南にも含まれない。

## その他
- 2000年（平成12年）9月11日～12日、名古屋市と周辺部に被害を及ぼした東海豪雨と同じ日、恵南にも集中豪雨が発生した。特に矢作川沿いで、愛知県との境にある串原村・上矢作町では多くの被害が発生した。原因は、荒廃した山から大量の木が川に流れ、この流木が、河川氾濫、家屋全壊半壊などの被害を拡大したものという。岐阜県はこの災害を「恵南豪雨」「恵南豪雨被害」と名づけている。